# Bet Guwrin
Bet Guwrin (hebr. ‏בֵּית גֻּבְרִין‎) – kibuc położony w Samorządzie Regionu Jo’aw w Dystrykcie Południowym Izraela. Członek Ruchu Kibuców (Ha-Tenu’a ha-Kibbucit).

## Położenie
Leży we wschodniej części Szefeli, w pobliżu Judei, w odległości 14 km na wschód od miasta Kirjat Gat.

## Historia

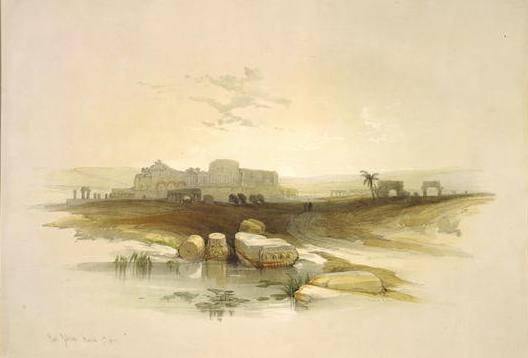
Wioska Bajt Dżibrin, 1839

Pierwotnie w miejscu tym znajdowało się kananejskie miasto Bajt Dżibrin. W czasach Starożytnego Izraela znajdowało się tutaj miasto Maresza, które zostało zniszczone przez Partów. Mieszkańcy uciekli wówczas do położonej na północy osady Bet Guwrin. Aż do powstania Machabeuszów było to gęsto zaludnione żydowskie miasteczko, które następnie zajęli Rzymianie. Cesarz Septymiusz Sewer nadał miastu prawa miejskie. Zmienił on jego nazwę na Eleutheropolis (gr. Ἐλευθερόπολις, pol. Miasto Wolności) i zwolnił mieszkańców z płacenia podatków. Miasto zajmowało wówczas powierzchnię 65 hektarów (było większe od Jerozolimy), budowano w nim liczne budynki użyteczności publicznej, akwedukty i duży amfiteatr. Epifaniusz z Salaminy od 333 kierował założonym przez siebie ośrodkiem monastycznym. Wykopaliska archeologiczne potwierdzają, że Eleutheropolis było bogatym miastem, w którym mieszkali żydzi i chrześcijanie.
Na początku VII wieku miasto przeszło pod panowanie arabskie, zmieniając nazwę na Ajlun. W latach 788 i 796 zostało zniszczone przez plemiona beduińskie, które chciały zniszczyć chrześcijańskie wpływy w regionie. W 985 miasto zostało zburzone, a jego mieszkańcy wzięci do niewoli. W okresie panowania krzyżowców, w 1135 król Fulko V wzniósł w tym miejscu zamek obronny. Rok później król podarował zamek Zakonowi Rycerskiemu Szpitalników. W 1168 utworzyli oni tutaj kolonię Franków, nazwaną „Bethgibelin”. W 1187 zamek zdobyła armia Saladyna, który nakazał rozebranie tutejszych fortyfikacji. W następnych wiekach Bajt Dżibrin rozwijało się jako niewielkie miasteczko służące jako stacja pocztowa.
W okresie panowania Osmańskiego, w 1552 Sulejman Wspaniały częściowo odbudował tutejszy zamek. Pełnił on funkcję strażnicy chroniącej szlak handlowy pomiędzy Gazą a Jerozolimą. W 1596 w osadzie mieszkało 50 muzułmańskich rodzin, które utrzymywały się z hodowli pszenicy, jęczmienia, sezamu i hodowli kóz. W XIX wieku na czele społeczności Bajt Dżibrin stał klan rodziny Azza. Gdy w 1840 rodzina Azza dołączyła do buntu przeciwko panowaniu Imperium Osmańskiego i odmówiła płacenia podatków, Turcy podjęli próbę pokonania tutejszych liderów arabskich. Klan Azza podporządkował się pod wywodzący się z Hebronu klan Amr, i razem skutecznie przeciwstawili się Turkom. Dopiero Kamil Pasza w 1885 przywrócił porządek w regionie Hebronu i Bajt Dżibrin. Jednak wojny plemienne i epidemie, które dotknęły okolicę, przyniosły znaczny upadek osady, która zmniejszyła się do wielkości wsi.
W okresie panowania Brytyjczyków Bajt Dżibrin częściowo odzyskała swoją rangę. Gdy w 1920 wybuchła epidemia malarii zmarło 157 mieszkańców wioski. Brytyjczycy nakazali wówczas uszczelnienie otwartych studni, poprawienie systemu nawadniania pól i rozdali mieszkańcom chininę. Podczas Arabskiej Rewolty (1936–1939) w dniu 10 stycznia 1938 grupa uzbrojonych Arabów zabiła przy Bajt Dżibrin znanego brytyjskiego archeologa Jamesa Lesliego Starkeya. W 1945 w wiosce mieszkało 2430 mieszkańców. Znajdowały się tutaj dwie szkoły, przychodnia zdrowia, przystanek autobusowy oraz posterunek brytyjskiej policji mandatowej. Był tu także jeden meczet, oraz miejsce pochówku (grobowiec – sanktuarium) Tamim Abu Rukajja. Rezolucja Zgromadzenia Ogólnego ONZ nr 181 określiła, że wioska Bajt Dżibrin będzie znajdować się w arabskim państwie w Palestynie.
Podczas I wojny izraelsko-arabskiej w drugiej połowie maja 1948 wioskę zajęły egipskie oddziały. Podczas operacji Jo’aw (15-22 października 1948) Bajt Dżibrin znalazła się pod izraelskim ostrzałem artyleryjskim. Z tego powodu, w dniu 19 października większość mieszkańców uciekła z bombardowanej wioski. W nocy z 23 na 24 października tutejszy były posterunek brytyjskiej policji zajęli izraelscy żołnierze. W wyniku tej akcji pozostali mieszkańcy w panice uciekli. Opuszczona wioska została zajęta 29 października. Uchodźcy z Bajt Dżibrin schronili się w obozach uchodźców palestyńskich Azza w Betlejem i Fawwar w Hebronie.
Współczesny kibuc został założony w 1949 przez byłych członków Palmach.

## Gospodarka
Gospodarka kibucu opiera się intensywnym rolnictwie i sadownictwie.

## Komunikacja
Przy kibucu przebiega droga ekspresowa nr 35 (Aszkelon–Hebron), która krzyżuje się z drogą ekspresową nr 38 (Sza’ar ha-Gaj-Bet Guwrin).